# Rose Mukankomeje
Rose Mukankomeje est une personnalité politique, biologiste et militante écologiste rwandaise, dont le travail porte sur la préservation des forêts rwandaises.

## Biographie
Mukankomeje obtient un doctorat en biologie en 1992 à l'université de Namur en Belgique.

### Carrière
Rose Mukankomeje est membre du parlement rwandais, députée de 1995 à 2001.
Mukankomeje est directrice générale de l'autorité rwandaise de gestion de l'environnement (REMA),. Son travail lui vaut un « futur policy Award 2011 » pour la politique forestière nationale du Rwanda, qui a cité : l'inversion majeure du Rwanda dans la tendance du déclin du couvert forestier,.
En 2013 Mukankomeje  reçoit un Prix des héros de la forêt du Forum des Nations unies sur les forêts. Le prix a cité le développement d'Umuganda, un projet communautaire mensuel de plantation d'arbres, la promotion d'agriculture durable et son travail sur une interdiction internationale des sacs de plastique (en).
En mars 2016, Mukankomeje est licenciée de son poste à REMA, en raison d'allégations d'entrave à une enquête sur la corruption. Elle est accusée de destruction de preuves, de violation du secret professionnel et de ternissement de l'image des institutions de l'État, et est arrêtée le 20 mars, bien que les charges soient abandonnées en septembre 2016,.
En 2019, Mukankomeje est nommée directrice générale du conseil supérieur de l'enseignement (HEC) au Rwanda,. Dans ce cadre, elle encourage, en 2023 les étudiants rwandais à se rendre en Chine pour poursuivre leurs études,. Elle dénonce par ailleurs le plagiat qui mine les rapports des étudiants en Master dans le pays et limite ainsi la qualité des travaux réalisés. 

## Vie personnelle
Mukankomeje étudie à l'étranger pendant le génocide Rwandais, au cours duquel ses parents, ses frères et ses sœurs sont assassinés.  Lorsqu'elle est revient   au Rwanda, elle devient la mère adoptive de 24 enfants qui avaient perdu leurs familles.